# Малолуцька сільська рада
Малолу́цька сільська́ ра́да — адміністративно-територіальна одиниця та орган місцевого самоврядування в Гусятинському районі Тернопільської області. Адміністративний центр — село Мала Лука.

## Загальні відомості
- Територія ради: 37,245 км²
- Населення ради: 913 особи (станом на 2001 рік)
- Територією ради протікає річка Збруч

## Населені пункти
Сільській раді підпорядковані населені пункти:
- с. Мала Лука
- с. Кокошинці
- с. Монастириха

## Склад ради
Рада складалася з 16 депутатів та голови.
- Голова ради: Колеснікова Мирослава Дмитрівна
- Секретар ради: Стрижак Галина Степанівна

### Керівний склад попередніх скликань
| Прізвище, ім'я, по батькові     | Основні відомості                                                               | Дата обрання | Дата звільнення |
| ------------------------------- | ------------------------------------------------------------------------------- | ------------ | --------------- |
| Задорожний Микола Євгенович     | Сільський голова, 1969 року народження, безпартійний                            | 26.03.2006   | 31.10.2010      |
| Сковерський Йосип Михайлович    | Сільський голова, 1953 року народження, освіта середня спеціальна, безпартійний | 31.10.2010   | 18.09.2011      |
| Колеснікова Мирослава Дмитрівна | Сільський голова, 1969 року народження, освіта середня спеціальна, позапартійна | 18.09.2011   |                 |

Примітка: таблиця складена за даними сайту Верховної Ради України

### Депутати
За результатами місцевих виборів 2010 року депутатами ради стали:

#### За суб'єктами висування
| Суб'єкт висування | Кількість обраних депутатів | %   |
| ----------------- | --------------------------- | --- |
| Самовисування     | 16                          | 100 |

#### За округами
| № округу | Прізвище, ім'я, по батькові     | Дата визнання обраним | Освіта             | Партійна приналежність                | Відомості про обраного депутата                        |
| -------- | ------------------------------- | --------------------- | ------------------ | ------------------------------------- | ------------------------------------------------------ |
| 1        | Солодкий Василь Павлович        | 01.11.2010            | середня спеціальна | позапартійний                         | ТОВ «Мрія центр», водій                                |
| 2        | Стефанюк Руслан Михайлович      | 01.11.2010            | вища               | позапартійний                         | Церква с. Мала Лука, священик                          |
| 3        | Тризубчак Ганна Павлівна        | 01.11.2010            | вища               | позапартійна                          | пенсіонер                                              |
| 4        | Байло Микола Володимирович      | 01.11.2010            | середня            | позапартійний                         | студент                                                |
| 5        | Стрижак Галина Степанівна       | 01.11.2010            | вища               | позапартійна                          | Сільська рада, секретар                                |
| 6        | Колеснікова Мирослава Дмитрівна | 01.11.2010            | середня спеціальна | позапартійна                          | ТОВ «Мрія центр», завідувачка складом                  |
| 7        | Кирилів Марія Ярославівна       | 01.11.2010            | середня спеціальна | позапартійна                          | ТОВ «Мрія центр», бухгалтер                            |
| 8        | Кирилів Володимир Васильович    | 01.11.2010            | незакінчена вища   | позапартійний                         | студент                                                |
| 9        | Швед Ольга Ярославівна          | 01.11.2010            | вища               | член Політичної партії «Наша Україна» | ТОВ «Мрія центр», зав складом                          |
| 10       | Кондрат Іван Іванович           | 01.11.2010            | незакінчена вища   | позапартійний                         | ТОВ «Мрія центр», бухгалтер                            |
| 11       | Величук Іван Володимирович      | 01.11.2010            | вища               | позапартійний                         | тимчасово не працює                                    |
| 12       | Білик Вікторія Миколаївна       | 01.11.2010            | середня спеціальна | позапартійна                          | фельдшерсько-акушерський пункт с. Манастириха, фельшер |
| 13       | Мокрій Іван Степанович          | 01.11.2010            | вища               | позапартійний                         | тимчасово не працює                                    |
| 14       | Хороленко Надія Ярославівна     | 01.11.2010            | вища               | позапартійна                          | Сільська рада, бухгалтер                               |
| 15       | Ляхович Марія Євгенівна         | 01.11.2010            | вища               | позапартійна                          | загальноосвітня школа с. Монастириха, директор         |
| 16       | Макарчук Роман Дмитрович        | 01.11.2010            | середня спеціальна | позапартійний                         | тимчасово не працює                                    |